# جون برويت
جون برويت (بالإنجليزية: John Browett)‏ (من مواليد 1963)، رجل أعمال بريطاني. منذ يناير 2016 ، كان الرئيس التنفيذي لمجموعة دونيلم. من مارس 2013 إلى فبراير 2015 ، كان يشغل منصب الرئيس التنفيذي لمتاجر الملابس البريطانية مونسون اكسسورايز، ومن أبريل 2012 إلى أكتوبر 2012 كان كبير نواب رئيس قسم البيع بالتجزئة بشركة أبل.

## حياة سابقة
وُلد برويت في مدينة ليستر عام 1963. التحق بكلية مجتمع أوبينغهام ثم كلية Rutland Sixth Form في أوكهام. درس علم الحيوان في كلية ماجدالين، كامبريدج، وعمل لفترة وجيزة لصالح كلينورت بنسون، ثم حصل على درجة الماجستير في كلية وارتون بجامعة بنسلفانيا في الولايات المتحدة.

## المهنة
عمل في مجموعة بوسطن الاستشارية من عام 1993 إلى عام 1998، ثم انتقل إلى تيسكو حيث كان من 1999 إلى 2004 كان الرئيس التنفيذي لشركة تيسكو.
كان برويت رئيساً تنفيذياً لشركة ديكسون لبيع الإلكترونيات من 5 ديسمبر 2007 إلى 20 فبراير 2012، ساهم في تحسين سمعة الشركة السيئة في خدمة العملاء.
تسلم برويت في أبريل 2012 من رون جونسون منصب نائب رئيس قسم البيع بالتجزئة في أبل في كوبرتينو، كاليفورنيا. أعلنت شركة أبل في 29 أكتوبر 2012 أن برويت سيغادر الشركة، وأنه جار البحث عن رئيس جديد للبيع بالتجزئة.
عيين برويت رئيسًا تنفيذيًا لشركة مونسون اكسسورايز في مارس 2013. في السنة الأولى من عمله، عادت الشركة للربح، مع أرباح قبل الضرائب بلغت 18.1 مليون جنيه إسترليني في السنة المالية حتى 31 أغسطس 2013، مقارنة بخسارة ما قبل الضرائب بقيمة 2.4 مليون جنيه إسترليني في العام السابق.
غادر مونسون في فبراير 2015 ، وأصبح الرئيس التنفيذي المعين لمجموعة دونيلم من يوليو من ذلك العام. وبحلول نهاية أغسطس 2017 ، غادر برويت دونيلم ، كما هو الحال مع أبل.